# A volte esagero
A volte esagero è il decimo album in studio di Gianluca Grignani, pubblicato il 9 settembre 2014.
È stato anticipato dal singolo Non voglio essere un fenomeno, uscito il 20 giugno dello stesso anno, raggiungendo la terza posizione nella classifica dei brani italiani più passati in radio. Il 26 settembre 2014 esce il secondo singolo, A volte esagero. Il 28 novembre 2014 esce il terzo singolo, L'amore che non sai. L'11 febbraio esce il quarto singolo, Sogni infranti canzone cantata a Sanremo 2015.

## Riedizione
In concomitanza alla partecipazione di Gianluca Grignani al Festival di Sanremo 2015 viene pubblicata una riedizione dell'album, intitolata A volte esagero (Sanremo edition), che contiene anche il brano Sogni infranti presentato al festival.

## Tracce

### A volte esagero
1. Non voglio essere un fenomeno – 4:04
2. L'amore che non sai – 3:30
3. A volte esagero – 3:47
4. Il mostro – 3:42
5. Madre – 4:09
6. Rivoluzione serena – 4:20
7. Maryanne – 3:22
8. Fuori dai guai – 3:58
9. L'uomo di sabbia – 4:05
10. Come un tramonto – 3:36

### A volte esagero (Sanremo edition)
1. Sogni infranti - 3:57
2. Non voglio essere un fenomeno - 4:05
3. L'amore che non sai - 3:30
4. Una preghiera moderna - 4:03
5. A volte esagero - 3:47
6. Il mostro - 3:42
7. Madre - 4:09
8. Rivoluzione serena - 4:20
9. Maryanne - 3:22
10. Fuori dai guai (feat. Emis Killa) - 3:58
11. L'uomo di sabbia - 4:05
12. Come un tramonto (2015 version) - 3:36
13. Fuori dai guai - 3:57
14. Vedrai Vedrai - 3:29

## Formazione
- Gianluca Grignani – voce, chitarra
- Cesare Chiodo – basso
- Lele Melotti – batteria
- Maurizio Fiordiliso – chitarra
- Alberto Radius – chitarra
- Adriano Pennino – tastiera, programmazione
- Michael Thompson – chitarra
- Roberto Schiano – trombone
- Alessandro Papotto – sax

## Classifica
A volte esagero
| Classifica (2014) | Posizione massima |
| ----------------- | ----------------- |
| Italia            | 2                 |

A volte esagero (Sanremo edition)
| Classifica (2015) | Posizione massima |
| ----------------- | ----------------- |
| Italia            | 30                |